# Monotremata
Los monotremas o monotremados (Monotremata) son un orden de mamíferos prototerios que incluye las especies actuales de mamíferos más primitivas que retienen diversas características reptilianas, como la reproducción ovípara (son los únicos mamíferos que ponen huevos), y la presencia de cloaca, orificio donde confluyen los tractos digestivo, urinario y reproductor; su nombre hace referencia a esta característica y significa «un solo orificio». Incluye  el ornitorrinco y los equidnas.

## Características
Durante mucho tiempo los monotremas estuvieron clasificados como un grupo de reptiles cubiertos de pelo, hasta que después de 200 años se identificaron inequívocamente como mamíferos, pues en ellos se encuentran todas las características que definen la clase:
- Su piel está cubierta de pelo.
- Producen leche para alimentar a las crías recién nacidas.
- Presentan tres huesos en el oído medio.
- Poseen diafragma.
- Su corazón está dividido en cuatro.
- Son homeotermos, pero con ciertas limitaciones, oscilando su temperatura entre 28 y 32 grados Celsius y presentando ligeras variaciones durante el día en función de la temperatura ambiental.

## Sinapomorfías del orden
- Los dientes están atrofiados o ausentes.
- El rostro está cubierto por una funda de piel correosa.
- Los machos poseen un espolón en las extremidades posteriores.
- Ausencia de lagrimales.
- El cráneo es acuminado con el hocico en forma de pico.
- Son ovíparos.

## Distribución geográfica
En la actualidad se reconocen cinco especies distintas, el ornitorrinco (Ornithorhynchus anatinus) y cuatro hormigueros espinosos o equidnas pertenecientes a los géneros Tachyglossus y Zaglossus, todas ellas habitantes de la región Australiana, distribuyéndose por Australia, Nueva Guinea, Tasmania y otras islas próximas a las costas.

## Anatomía y fisiología
Guardan mucho parecido con sus ancestros terápsidos, y a su vez, con los reptiles: poseen un único orificio de salida corporal común al tracto digestivo y urogenital, de donde viene su nombre (monotrema: un solo orificio), son ovíparos, poseen una compleja cintura pectoral y sus miembros se articulan perpendicularmente al tronco.

### Aparato locomotor

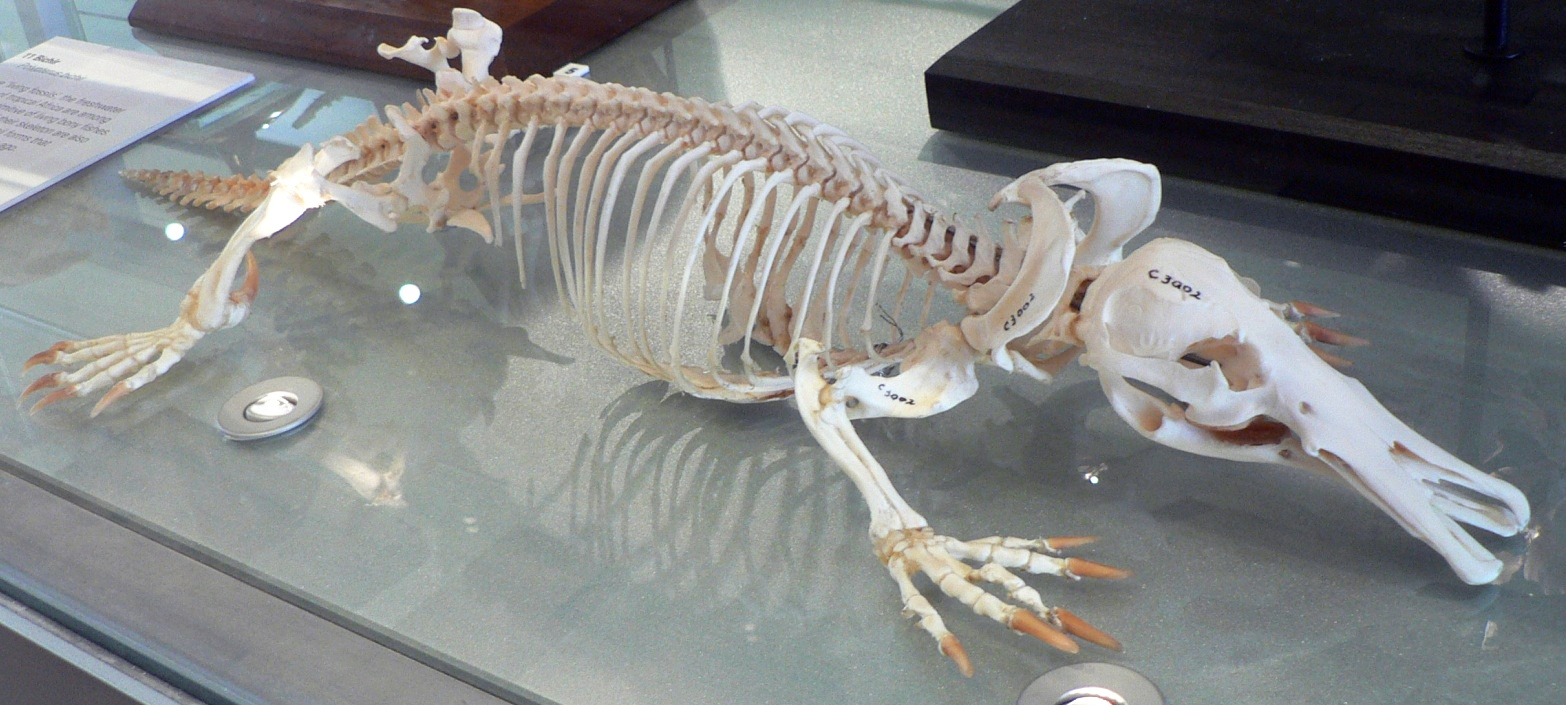
Esqueleto de ornitorrinco.

El esqueleto es primitivo; llama la atención la complejidad de la cintura pectoral que además de escápula y clavícula presenta tres huesos accesorios, y las articulaciones de los miembros anteriores y posteriores prácticamente perpendiculares al tronco de igual modo que los reptiles.
Las costillas no se reducen a la región torácica, sino que también aparecen articuladas con las vértebras cervicales.
El cráneo presenta grandes diferencias con respecto al resto de los mamíferos: el arco cigomático está reducido o ausente, la mandíbula es un delgado hueso muy rudimentario.
El oído medio está cerrado por el anillo timpánico.
El hocico de los monotremas es muy prominente y está protegido por un estuche córneo.
Carecen de dientes a excepción de las crías del ornitorrinco.
Presentan un largo hueso epipúbico en la región pelviana, característica que diferencia a los prototerios y metaterios (marsupiales) de los euterios (mamíferos placentados) y que comparten las dos primeras subclases con los reptiles.

### Sistema nervioso y órganos de los sentidos
El cerebro, aun conservando muchos caracteres arcaicos, presenta un desarrollo propio de mamíferos, con un volumen relativamente grande, y en el caso de los equidnas, además, con hemisferios constituidos por marcadas circunvoluciones. Éstos, a diferencia de lo que ocurre con el resto de los mamíferos, no están unidos por un cuerpo calloso.
La vista está escasamente desarrollada, carecen de pabellón auricular, los huesos del oído medio están escasamente desarrollados y no poseen vibrisas por lo que tienen mermadas algunas capacidades sensoriales que para otros mamíferos son imprescindibles.
Sin embargo poseen unos órganos sensoriales únicos consistentes en delgados poros en la piel que cubre el hocico, dotados de miles de receptores nerviosos que transmiten la información directamente al cerebro.

## Otras características
La tasa metabólica de los monotremas es notablemente baja para los estándares de los mamíferos. El ornitorrinco tiene una temperatura corporal media de alrededor de 31 grados Celsius (87,8 °F) en lugar de las medias de 35 grados Celsius (95,0 °F) para los marsupiales y 37 grados Celsius (98,6 °F) para los mamíferos placentarios. La investigación sugiere que esto ha sido una adaptación gradual a los nichos ambientales duros y marginales en los que las pocas especies de monotremas existentes han logrado sobrevivir, en lugar de una característica general de los monotremas extintos.
Los monotremas pueden tener una termorregulación menos desarrollada que otros mamíferos, pero investigaciones recientes demuestran que mantienen fácilmente una temperatura corporal constante en diversas circunstancias, como el ornitorrinco en arroyos de montaña helados. Los primeros investigadores se equivocaron por dos factores: en primer lugar, los monotremas mantienen una temperatura media más baja que la mayoría de los mamíferos; en segundo lugar, el equidna de pico corto, mucho más fácil de estudiar que el solitario ornitorrinco, mantiene la temperatura normal solo cuando está activo; durante el tiempo frío, conserva la energía "desconectando" su regulación de la temperatura. La comprensión de este mecanismo llegó cuando se observó una reducción de la regulación térmica en los hiracoideos, que son mamíferos placentarios.
Originalmente se pensaba que el equidna no experimentaba sueño de movimiento ocular rápido. Sin embargo, un estudio más reciente demostró que el sueño REM representaba alrededor del 15% del tiempo de sueño observado en sujetos a una temperatura ambiental de 25 °C (77 °F). Al examinar una serie de temperaturas ambientales, el estudio observó muy poco sueño REM a temperaturas reducidas de 15 °C (59 °F) y 20 °C (68 °F), y también una reducción sustancial a la temperatura elevada de 28 °C (82 °F).
Tanto las especies de ornitorrincos como las de equidnas tienen espolones en las extremidades traseras. Los espolones del equidna son vestigiales y no tienen ninguna función conocida, mientras que los del ornitorrinco contienen veneno. Los datos moleculares muestran que el componente principal del veneno del ornitorrinco surgió antes de la divergencia de los ornitorrincos y los equidnas, lo que sugiere que el ancestro común más reciente de estos taxones también fue posiblemente un monotrema venenoso.
Los monotremas sintetizan el ácido L-ascórbico solo en los riñones.

## Biología reproductiva e historia natural
Muestran un comportamiento polígamo en el que el cuidado de las crías corre a cargo exclusivamente de las hembras, que por otra parte, suelen ser solícitas y devotas cuidadoras de sus crías.
El aparato genital de los machos se caracteriza por un rudimentario pene adherido a la pared ventral de la cloaca por el que solo circula el semen. El de la hembra está constituido por un doble útero muy reducido, formado como prolongación de los oviductos y que desemboca directamente en la cloaca, careciendo por tanto de vagina.
La fecundación es interna, pero como los reptiles, las hembras son ovíparas. Paren huevos esféricos y de cubierta correosa que al cabo de aproximadamente 10 días de incubación eclosionan, surgiendo una diminuta cría de fina piel desnuda, rosácea y casi transparente que deberá ser amamantada durante un periodo que puede llegar a los cuatro meses.
La leche de los monotremas contiene una proteína antibacteriana altamente expresada que no se encuentra en otros mamíferos, tal vez para compensar la forma más séptica de ingesta de leche asociada a la ausencia de pezones.
La esperanza de vida es relativamente larga en comparación con otros mamíferos de tamaño y condiciones de vida similares, pudiendo algunos equidnas en cautividad llegar a vivir hasta cincuenta años.

Diagrama de un huevo de monotrema. (1) Cáscara; (2) Yema; (3) Saco vitelino; (4) Alantoides; (5) Embrión; (6) Líquido amniótico; (7) Membrana amniótica; y (8) Membrana.

Sistema reproductor del ornitorrinco macho. 1. 1. Testículos, 2. Epidídimo, 3. Vejiga, 4. Recto, 5. Uréter, 6. Vaso deferente, 7. Seno genito-urinario, 8. Pene encerrado en una vaina fibrosa, 9. Cloaca, 10. Abertura en la pared ventral de la cloaca para el pene.

## Comportamiento
Son animales solitarios cuyos adultos solo mantienen contacto en la época de celo.
Deambulan por sus territorios, que se solapan con los de otros congéneres, si bien solo manifiestan indiferencia cuando se produce algún encuentro.
Mayoritariamente crepusculares o nocturnos, no descartan abandonar sus madrigueras durante las horas de luz solar, especialmente aquellos individuos que habitan zonas más meridionales en las que las noches de invierno pueden ser demasiado frías.

## Papel ecológico y estado de conservación

### Intervención en la cadena trófica
Todas las especies se alimentan de invertebrados. El ornitorrinco (Ornithorhynchus anatinus), obtiene sus presas en el medio acuático y su alimentación está formada por numerosos grupos animales. Tampoco es muy selectivo el equidna común o de hocico corto (Tachyglossus aculeatus), que se alimenta de gran número de invertebrados terrestres, al contrario que los zaglosos o equidnas de hocico largo (género Zaglossus) que tienen especial predilección por las lombrices de tierra.
Estos animales han carecido tradicionalmente de grandes predadores a excepción de varanos y serpientes. La introducción de especies carnívoras como el zorro europeo (Vulpes vulpes), el perro (Canis lupus familiaris y Canis lupus dingo) o el gato (Felis silvestris catus) ha modificado esta circunstancia, si bien los hábitos acuáticos de una especie, y la protección conferida por las espinas de las otras, los hace poco interesantes como presas fáciles.

### Estado de conservación
De las cinco especies, la UICN clasifica dos como menos preocupantes, el ornitorrinco y el equidna común, y una como amenazada, el zagloso común (Zaglossus bruijni), sin que existan datos de las otras dos.
Por lo que respecta a los apéndices de las CITES, aparece referenciado además del anterior, el zagloso de Sir David (Zaglossus attenboroughi), considerando que el zagloso de Barton (Zaglossus bartoni) es sinónimo del primero, por lo que también se halla incluido.
El comercio internacional de las dos especies no amenazadas está expresamente prohibido por el gobierno australiano, por lo que no puede salir ningún ejemplar vivo del país.

### Relaciones con el ser humano
La rareza de estos animales los hace muy carismáticos, por lo que suponen un importante objetivo turístico para aquellas personas que gustan de la zoología y el turismo ecológico.

## Sistemática y taxonomía
El orden Monotremata es el único integrante de Prototheria con especies vivas en la actualidad. Con el grupo Platypoda.
- Monotremata Bonaparte, 1837 (Prototheria Gill, 1872)
  - Platypoda Gill, 1872
    - Ornithorhynchidae Gray, 1825
      - Monotrematum Pascual & al., 1992 (†)
        - M. sudamericanum Pascual & al., 1992 (†)

      - Obdurodon Woodburne & Tedford, 1975 (†)
        - O. dicksoni Archer, Jenkins, Hand, Murray & Godthelp, 1992 (†)
        - O. insignis Woodburne & Tedford, 1975 (†)

      - Ornithorhynchus Blumenbach, 1800
        - O. anatinus (Shaw, 1799) - Ornitorrinco
        - O. maximus - (†)

      - Teinolophos Rich, Vickers-Rich, Constantine, Flannery, Kool & van Klaveren, 1999 (†)
        - T. trusleri Rich, Vickers-Rich, Constantine, Flannery, Kool & van Klaveren, 1999 (†)

      - Steropodon Archer, Flannery, Ritchie & Molnar, 1985 (†)
        - S. galmani Archer, Flannery, Ritchie & Molnar, 1985 (†)

  - Tachyglossa Gill, 1872
  - Kryoryctes Pridmore, Rich, Vickers-Rich & Gambaryan, 2005 (†)
    - K. cadburyi Pridmore, Rich, Vickers-Rich & Gambaryan, 2005 (†)

  - Tachyglossidae Gill, 1872
    - Megalibgwilia Griffiths, Wells y Barrie, 1991
      - M. ramsayi (Owen, 1884) (†)

  - Tachyglossus (Shaw, 1792)
    - T. aculeatus (Shaw, 1792) - Equidna de hocico corto

  - Zaglossus Gill, 1877 - 
    - Z. attenboroughi Flannery & Groves, 1998 - Zagloso de Sir David
    - Z. bartoni (Thomas, 1907) - Zagloso de Barton
    - Z. bruijni (Peters & Doria, 1876) - Zagloso común
    - Z. hacketti (Glauert, 1914) (†)
    - Z. harrisoni Scott & Lord, 1922 (†)
    - Z. owenii (†)
    - Z. robusta Dun, 1895 (†)

### El clado
Australosphenida fue propuesto por Luo et al. (2001, 2002) aunque se dejó sin rango por no guardar la jerarquía de Linneo. Benton (2005) lo clasifica como Superdivisión, algunos niveles por debajo de la Subclase.
McKenna and Bell (1997) dividieron el orden en Platypoda y Tachyglossa, aunque la fecha de divergencia no está concretada.
Actualmente Platypoda es parafilético hacia Tachyglossidae, debido a que el grupo australosfénico Sterospodontidae es una agrupación parafilética perteneciente a Australosphenida, más cercanos a los monotremas que a los ausktribosfénidos, formando Monotremaformes, mientras que algunos miembros que anteriormente se clasificaban en Ornithorhynchidae son en realidad monotremas troncales, todos agrupados en Ornithorhynchoidea.
|  | Stirtodon †   |
|  |               |
|  | Teinolophos † |
|  |               |

|  | Obdurodon †     |
|  |                 |
|  | Ornithorhynchus |
|  |                 |

|  | Ornitorincoides emparentados a los equidnas* † |
|  |                                                |
|  | Tachyglossidae                                 |
|  |                                                |

|  | Obdurodon †     |
|  |                 |
|  | Ornithorhynchus |
|  |                 |

|  | Ornitorincoides emparentados a los equidnas* † |
|  |                                                |
|  | Tachyglossidae                                 |
|  |                                                |

|  | Obdurodon †     |
|  |                 |
|  | Ornithorhynchus |
|  |                 |

|  | Ornitorincoides emparentados a los equidnas* † |
|  |                                                |
|  | Tachyglossidae                                 |
|  |                                                |

|  | Obdurodon †     |
|  |                 |
|  | Ornithorhynchus |
|  |                 |

|  | Ornitorincoides emparentados a los equidnas* † |
|  |                                                |
|  | Tachyglossidae                                 |
|  |                                                |

|  | Obdurodon †     |
|  |                 |
|  | Ornithorhynchus |
|  |                 |

|  | Ornitorincoides emparentados a los equidnas* † |
|  |                                                |
|  | Tachyglossidae                                 |
|  |                                                |

|  | Obdurodon †     |
|  |                 |
|  | Ornithorhynchus |
|  |                 |

|  | Ornitorincoides emparentados a los equidnas* † |
|  |                                                |
|  | Tachyglossidae                                 |
|  |                                                |

|  | Obdurodon †     |
|  |                 |
|  | Ornithorhynchus |
|  |                 |

|  | Ornitorincoides emparentados a los equidnas* † |
|  |                                                |
|  | Tachyglossidae                                 |
|  |                                                |

|  | Obdurodon †     |
|  |                 |
|  | Ornithorhynchus |
|  |                 |

|  | Ornitorincoides emparentados a los equidnas* † |
|  |                                                |
|  | Tachyglossidae                                 |
|  |                                                |

|  | Obdurodon †     |
|  |                 |
|  | Ornithorhynchus |
|  |                 |

|  | Ornitorincoides emparentados a los equidnas* † |
|  |                                                |
|  | Tachyglossidae                                 |
|  |                                                |

|  | Obdurodon †     |
|  |                 |
|  | Ornithorhynchus |
|  |                 |

|  | Ornitorincoides emparentados a los equidnas* † |
|  |                                                |
|  | Tachyglossidae                                 |
|  |                                                |

|  | Obdurodon †     |
|  |                 |
|  | Ornithorhynchus |
|  |                 |

|  | Ornitorincoides emparentados a los equidnas* † |
|  |                                                |
|  | Tachyglossidae                                 |
|  |                                                |

|  | Obdurodon †     |
|  |                 |
|  | Ornithorhynchus |
|  |                 |

|  | Ornitorincoides emparentados a los equidnas* † |
|  |                                                |
|  | Tachyglossidae                                 |
|  |                                                |

|  | Obdurodon †     |
|  |                 |
|  | Ornithorhynchus |
|  |                 |

|  | Ornitorincoides emparentados a los equidnas* † |
|  |                                                |
|  | Tachyglossidae                                 |
|  |                                                |

|  | Obdurodon †     |
|  |                 |
|  | Ornithorhynchus |
|  |                 |

|  | Ornitorincoides emparentados a los equidnas* † |
|  |                                                |
|  | Tachyglossidae                                 |
|  |                                                |

|  | Obdurodon †     |
|  |                 |
|  | Ornithorhynchus |
|  |                 |

|  | Ornitorincoides emparentados a los equidnas* † |
|  |                                                |
|  | Tachyglossidae                                 |
|  |                                                |

|  | Obdurodon †     |
|  |                 |
|  | Ornithorhynchus |
|  |                 |

|  | Ornitorincoides emparentados a los equidnas* † |
|  |                                                |
|  | Tachyglossidae                                 |
|  |                                                |

|  | Obdurodon †     |
|  |                 |
|  | Ornithorhynchus |
|  |                 |

|  | Ornitorincoides emparentados a los equidnas* † |
|  |                                                |
|  | Tachyglossidae                                 |
|  |                                                |

|  | Obdurodon †     |
|  |                 |
|  | Ornithorhynchus |
|  |                 |

|  | Ornitorincoides emparentados a los equidnas* † |
|  |                                                |
|  | Tachyglossidae                                 |
|  |                                                |

|  | Obdurodon †     |
|  |                 |
|  | Ornithorhynchus |
|  |                 |

|  | Ornitorincoides emparentados a los equidnas* † |
|  |                                                |
|  | Tachyglossidae                                 |
|  |                                                |

|  | Obdurodon †     |
|  |                 |
|  | Ornithorhynchus |
|  |                 |

|  | Ornitorincoides emparentados a los equidnas* † |
|  |                                                |
|  | Tachyglossidae                                 |
|  |                                                |

|  | Obdurodon †     |
|  |                 |
|  | Ornithorhynchus |
|  |                 |

|  | Ornitorincoides emparentados a los equidnas* † |
|  |                                                |
|  | Tachyglossidae                                 |
|  |                                                |

|  | Obdurodon †     |
|  |                 |
|  | Ornithorhynchus |
|  |                 |

|  | Ornitorincoides emparentados a los equidnas* † |
|  |                                                |
|  | Tachyglossidae                                 |
|  |                                                |

|  | Obdurodon †     |
|  |                 |
|  | Ornithorhynchus |
|  |                 |

|  | Ornitorincoides emparentados a los equidnas* † |
|  |                                                |
|  | Tachyglossidae                                 |
|  |                                                |

|  | Obdurodon †     |
|  |                 |
|  | Ornithorhynchus |
|  |                 |

|  | Ornitorincoides emparentados a los equidnas* † |
|  |                                                |
|  | Tachyglossidae                                 |
|  |                                                |

|  | Obdurodon †     |
|  |                 |
|  | Ornithorhynchus |
|  |                 |

|  | Ornitorincoides emparentados a los equidnas* † |
|  |                                                |
|  | Tachyglossidae                                 |
|  |                                                |

|  | Obdurodon †     |
|  |                 |
|  | Ornithorhynchus |
|  |                 |

|  | Ornitorincoides emparentados a los equidnas* † |
|  |                                                |
|  | Tachyglossidae                                 |
|  |                                                |

|  | Obdurodon †     |
|  |                 |
|  | Ornithorhynchus |
|  |                 |

|  | Ornitorincoides emparentados a los equidnas* † |
|  |                                                |
|  | Tachyglossidae                                 |
|  |                                                |

|  | Obdurodon †     |
|  |                 |
|  | Ornithorhynchus |
|  |                 |

|  | Ornitorincoides emparentados a los equidnas* † |
|  |                                                |
|  | Tachyglossidae                                 |
|  |                                                |

|  | Obdurodon †     |
|  |                 |
|  | Ornithorhynchus |
|  |                 |

|  | Ornitorincoides emparentados a los equidnas* † |
|  |                                                |
|  | Tachyglossidae                                 |
|  |                                                |

|  | Obdurodon †     |
|  |                 |
|  | Ornithorhynchus |
|  |                 |

|  | Ornitorincoides emparentados a los equidnas* † |
|  |                                                |
|  | Tachyglossidae                                 |
|  |                                                |

|  | Obdurodon †     |
|  |                 |
|  | Ornithorhynchus |
|  |                 |

|  | Ornitorincoides emparentados a los equidnas* † |
|  |                                                |
|  | Tachyglossidae                                 |
|  |                                                |

|  | Obdurodon †     |
|  |                 |
|  | Ornithorhynchus |
|  |                 |

|  | Ornitorincoides emparentados a los equidnas* † |
|  |                                                |
|  | Tachyglossidae                                 |
|  |                                                |

|  | Obdurodon †     |
|  |                 |
|  | Ornithorhynchus |
|  |                 |

|  | Ornitorincoides emparentados a los equidnas* † |
|  |                                                |
|  | Tachyglossidae                                 |
|  |                                                |

|  | Obdurodon †     |
|  |                 |
|  | Ornithorhynchus |
|  |                 |

|  | Ornitorincoides emparentados a los equidnas* † |
|  |                                                |
|  | Tachyglossidae                                 |
|  |                                                |

|  | Obdurodon †     |
|  |                 |
|  | Ornithorhynchus |
|  |                 |

|  | Ornitorincoides emparentados a los equidnas* † |
|  |                                                |
|  | Tachyglossidae                                 |
|  |                                                |

|  | Obdurodon †     |
|  |                 |
|  | Ornithorhynchus |
|  |                 |

|  | Ornitorincoides emparentados a los equidnas* † |
|  |                                                |
|  | Tachyglossidae                                 |
|  |                                                |

|  | Obdurodon †     |
|  |                 |
|  | Ornithorhynchus |
|  |                 |

|  | Ornitorincoides emparentados a los equidnas* † |
|  |                                                |
|  | Tachyglossidae                                 |
|  |                                                |

|  | Obdurodon †     |
|  |                 |
|  | Ornithorhynchus |
|  |                 |

|  | Ornitorincoides emparentados a los equidnas* † |
|  |                                                |
|  | Tachyglossidae                                 |
|  |                                                |

|  | Obdurodon †     |
|  |                 |
|  | Ornithorhynchus |
|  |                 |

|  | Ornitorincoides emparentados a los equidnas* † |
|  |                                                |
|  | Tachyglossidae                                 |
|  |                                                |

|  | Obdurodon †     |
|  |                 |
|  | Ornithorhynchus |
|  |                 |

|  | Ornitorincoides emparentados a los equidnas* † |
|  |                                                |
|  | Tachyglossidae                                 |
|  |                                                |

|  | Obdurodon †     |
|  |                 |
|  | Ornithorhynchus |
|  |                 |

|  | Ornitorincoides emparentados a los equidnas* † |
|  |                                                |
|  | Tachyglossidae                                 |
|  |                                                |

|  | Obdurodon †     |
|  |                 |
|  | Ornithorhynchus |
|  |                 |

|  | Ornitorincoides emparentados a los equidnas* † |
|  |                                                |
|  | Tachyglossidae                                 |
|  |                                                |

|  | Obdurodon †     |
|  |                 |
|  | Ornithorhynchus |
|  |                 |

|  | Ornitorincoides emparentados a los equidnas* † |
|  |                                                |
|  | Tachyglossidae                                 |
|  |                                                |

|  | Obdurodon †     |
|  |                 |
|  | Ornithorhynchus |
|  |                 |

|  | Ornitorincoides emparentados a los equidnas* † |
|  |                                                |
|  | Tachyglossidae                                 |
|  |                                                |

|  | Obdurodon †     |
|  |                 |
|  | Ornithorhynchus |
|  |                 |

|  | Ornitorincoides emparentados a los equidnas* † |
|  |                                                |
|  | Tachyglossidae                                 |
|  |                                                |

|  | Obdurodon †     |
|  |                 |
|  | Ornithorhynchus |
|  |                 |

|  | Ornitorincoides emparentados a los equidnas* † |
|  |                                                |
|  | Tachyglossidae                                 |
|  |                                                |

|  | Obdurodon †     |
|  |                 |
|  | Ornithorhynchus |
|  |                 |

|  | Ornitorincoides emparentados a los equidnas* † |
|  |                                                |
|  | Tachyglossidae                                 |
|  |                                                |

|  | Obdurodon †     |
|  |                 |
|  | Ornithorhynchus |
|  |                 |

|  | Ornitorincoides emparentados a los equidnas* † |
|  |                                                |
|  | Tachyglossidae                                 |
|  |                                                |

|  | Obdurodon †     |
|  |                 |
|  | Ornithorhynchus |
|  |                 |

|  | Ornitorincoides emparentados a los equidnas* † |
|  |                                                |
|  | Tachyglossidae                                 |
|  |                                                |

|  | Obdurodon †     |
|  |                 |
|  | Ornithorhynchus |
|  |                 |

|  | Ornitorincoides emparentados a los equidnas* † |
|  |                                                |
|  | Tachyglossidae                                 |
|  |                                                |

|  | Obdurodon †     |
|  |                 |
|  | Ornithorhynchus |
|  |                 |

|  | Ornitorincoides emparentados a los equidnas* † |
|  |                                                |
|  | Tachyglossidae                                 |
|  |                                                |

|  | Obdurodon †     |
|  |                 |
|  | Ornithorhynchus |
|  |                 |

|  | Ornitorincoides emparentados a los equidnas* † |
|  |                                                |
|  | Tachyglossidae                                 |
|  |                                                |

|  | Obdurodon †     |
|  |                 |
|  | Ornithorhynchus |
|  |                 |

|  | Ornitorincoides emparentados a los equidnas* † |
|  |                                                |
|  | Tachyglossidae                                 |
|  |                                                |

|  | Obdurodon †     |
|  |                 |
|  | Ornithorhynchus |
|  |                 |

|  | Ornitorincoides emparentados a los equidnas* † |
|  |                                                |
|  | Tachyglossidae                                 |
|  |                                                |

|  | Obdurodon †     |
|  |                 |
|  | Ornithorhynchus |
|  |                 |

|  | Ornitorincoides emparentados a los equidnas* † |
|  |                                                |
|  | Tachyglossidae                                 |
|  |                                                |

|  | Obdurodon †     |
|  |                 |
|  | Ornithorhynchus |
|  |                 |

|  | Ornitorincoides emparentados a los equidnas* † |
|  |                                                |
|  | Tachyglossidae                                 |
|  |                                                |

|  | Obdurodon †     |
|  |                 |
|  | Ornithorhynchus |
|  |                 |

|  | Ornitorincoides emparentados a los equidnas* † |
|  |                                                |
|  | Tachyglossidae                                 |
|  |                                                |

|  | Obdurodon †     |
|  |                 |
|  | Ornithorhynchus |
|  |                 |

|  | Ornitorincoides emparentados a los equidnas* † |
|  |                                                |
|  | Tachyglossidae                                 |
|  |                                                |

|  | Obdurodon †     |
|  |                 |
|  | Ornithorhynchus |
|  |                 |

|  | Ornitorincoides emparentados a los equidnas* † |
|  |                                                |
|  | Tachyglossidae                                 |
|  |                                                |

|  | Obdurodon †     |
|  |                 |
|  | Ornithorhynchus |
|  |                 |

|  | Ornitorincoides emparentados a los equidnas* † |
|  |                                                |
|  | Tachyglossidae                                 |
|  |                                                |

|  | Obdurodon †     |
|  |                 |
|  | Ornithorhynchus |
|  |                 |

|  | Ornitorincoides emparentados a los equidnas* † |
|  |                                                |
|  | Tachyglossidae                                 |
|  |                                                |

|  | Obdurodon †     |
|  |                 |
|  | Ornithorhynchus |
|  |                 |

|  | Ornitorincoides emparentados a los equidnas* † |
|  |                                                |
|  | Tachyglossidae                                 |
|  |                                                |

|  | Obdurodon †     |
|  |                 |
|  | Ornithorhynchus |
|  |                 |

|  | Ornitorincoides emparentados a los equidnas* † |
|  |                                                |
|  | Tachyglossidae                                 |
|  |                                                |

|  | Obdurodon †     |
|  |                 |
|  | Ornithorhynchus |
|  |                 |

|  | Ornitorincoides emparentados a los equidnas* † |
|  |                                                |
|  | Tachyglossidae                                 |
|  |                                                |

|  | Stirtodon †   |
|  |               |
|  | Teinolophos † |
|  |               |

|  | Obdurodon †     |
|  |                 |
|  | Ornithorhynchus |
|  |                 |

|  | Ornitorincoides emparentados a los equidnas* † |
|  |                                                |
|  | Tachyglossidae                                 |
|  |                                                |

|  | Obdurodon †     |
|  |                 |
|  | Ornithorhynchus |
|  |                 |

|  | Ornitorincoides emparentados a los equidnas* † |
|  |                                                |
|  | Tachyglossidae                                 |
|  |                                                |

|  | Obdurodon †     |
|  |                 |
|  | Ornithorhynchus |
|  |                 |

|  | Ornitorincoides emparentados a los equidnas* † |
|  |                                                |
|  | Tachyglossidae                                 |
|  |                                                |

|  | Obdurodon †     |
|  |                 |
|  | Ornithorhynchus |
|  |                 |

|  | Ornitorincoides emparentados a los equidnas* † |
|  |                                                |
|  | Tachyglossidae                                 |
|  |                                                |

|  | Obdurodon †     |
|  |                 |
|  | Ornithorhynchus |
|  |                 |

|  | Ornitorincoides emparentados a los equidnas* † |
|  |                                                |
|  | Tachyglossidae                                 |
|  |                                                |

|  | Obdurodon †     |
|  |                 |
|  | Ornithorhynchus |
|  |                 |

|  | Ornitorincoides emparentados a los equidnas* † |
|  |                                                |
|  | Tachyglossidae                                 |
|  |                                                |

|  | Obdurodon †     |
|  |                 |
|  | Ornithorhynchus |
|  |                 |

|  | Ornitorincoides emparentados a los equidnas* † |
|  |                                                |
|  | Tachyglossidae                                 |
|  |                                                |

|  | Obdurodon †     |
|  |                 |
|  | Ornithorhynchus |
|  |                 |

|  | Ornitorincoides emparentados a los equidnas* † |
|  |                                                |
|  | Tachyglossidae                                 |
|  |                                                |

|  | Obdurodon †     |
|  |                 |
|  | Ornithorhynchus |
|  |                 |

|  | Ornitorincoides emparentados a los equidnas* † |
|  |                                                |
|  | Tachyglossidae                                 |
|  |                                                |

|  | Obdurodon †     |
|  |                 |
|  | Ornithorhynchus |
|  |                 |

|  | Ornitorincoides emparentados a los equidnas* † |
|  |                                                |
|  | Tachyglossidae                                 |
|  |                                                |

|  | Obdurodon †     |
|  |                 |
|  | Ornithorhynchus |
|  |                 |

|  | Ornitorincoides emparentados a los equidnas* † |
|  |                                                |
|  | Tachyglossidae                                 |
|  |                                                |

|  | Obdurodon †     |
|  |                 |
|  | Ornithorhynchus |
|  |                 |

|  | Ornitorincoides emparentados a los equidnas* † |
|  |                                                |
|  | Tachyglossidae                                 |
|  |                                                |

|  | Obdurodon †     |
|  |                 |
|  | Ornithorhynchus |
|  |                 |

|  | Ornitorincoides emparentados a los equidnas* † |
|  |                                                |
|  | Tachyglossidae                                 |
|  |                                                |

|  | Obdurodon †     |
|  |                 |
|  | Ornithorhynchus |
|  |                 |

|  | Ornitorincoides emparentados a los equidnas* † |
|  |                                                |
|  | Tachyglossidae                                 |
|  |                                                |

|  | Obdurodon †     |
|  |                 |
|  | Ornithorhynchus |
|  |                 |

|  | Ornitorincoides emparentados a los equidnas* † |
|  |                                                |
|  | Tachyglossidae                                 |
|  |                                                |

|  | Obdurodon †     |
|  |                 |
|  | Ornithorhynchus |
|  |                 |

|  | Ornitorincoides emparentados a los equidnas* † |
|  |                                                |
|  | Tachyglossidae                                 |
|  |                                                |

|  | Obdurodon †     |
|  |                 |
|  | Ornithorhynchus |
|  |                 |

|  | Ornitorincoides emparentados a los equidnas* † |
|  |                                                |
|  | Tachyglossidae                                 |
|  |                                                |

|  | Obdurodon †     |
|  |                 |
|  | Ornithorhynchus |
|  |                 |

|  | Ornitorincoides emparentados a los equidnas* † |
|  |                                                |
|  | Tachyglossidae                                 |
|  |                                                |

|  | Obdurodon †     |
|  |                 |
|  | Ornithorhynchus |
|  |                 |

|  | Ornitorincoides emparentados a los equidnas* † |
|  |                                                |
|  | Tachyglossidae                                 |
|  |                                                |

|  | Obdurodon †     |
|  |                 |
|  | Ornithorhynchus |
|  |                 |

|  | Ornitorincoides emparentados a los equidnas* † |
|  |                                                |
|  | Tachyglossidae                                 |
|  |                                                |

|  | Obdurodon †     |
|  |                 |
|  | Ornithorhynchus |
|  |                 |

|  | Ornitorincoides emparentados a los equidnas* † |
|  |                                                |
|  | Tachyglossidae                                 |
|  |                                                |

|  | Obdurodon †     |
|  |                 |
|  | Ornithorhynchus |
|  |                 |

|  | Ornitorincoides emparentados a los equidnas* † |
|  |                                                |
|  | Tachyglossidae                                 |
|  |                                                |

|  | Obdurodon †     |
|  |                 |
|  | Ornithorhynchus |
|  |                 |

|  | Ornitorincoides emparentados a los equidnas* † |
|  |                                                |
|  | Tachyglossidae                                 |
|  |                                                |

|  | Obdurodon †     |
|  |                 |
|  | Ornithorhynchus |
|  |                 |

|  | Ornitorincoides emparentados a los equidnas* † |
|  |                                                |
|  | Tachyglossidae                                 |
|  |                                                |

|  | Obdurodon †     |
|  |                 |
|  | Ornithorhynchus |
|  |                 |

|  | Ornitorincoides emparentados a los equidnas* † |
|  |                                                |
|  | Tachyglossidae                                 |
|  |                                                |

|  | Obdurodon †     |
|  |                 |
|  | Ornithorhynchus |
|  |                 |

|  | Ornitorincoides emparentados a los equidnas* † |
|  |                                                |
|  | Tachyglossidae                                 |
|  |                                                |

|  | Obdurodon †     |
|  |                 |
|  | Ornithorhynchus |
|  |                 |

|  | Ornitorincoides emparentados a los equidnas* † |
|  |                                                |
|  | Tachyglossidae                                 |
|  |                                                |

|  | Obdurodon †     |
|  |                 |
|  | Ornithorhynchus |
|  |                 |

|  | Ornitorincoides emparentados a los equidnas* † |
|  |                                                |
|  | Tachyglossidae                                 |
|  |                                                |

|  | Obdurodon †     |
|  |                 |
|  | Ornithorhynchus |
|  |                 |

|  | Ornitorincoides emparentados a los equidnas* † |
|  |                                                |
|  | Tachyglossidae                                 |
|  |                                                |

|  | Obdurodon †     |
|  |                 |
|  | Ornithorhynchus |
|  |                 |

|  | Ornitorincoides emparentados a los equidnas* † |
|  |                                                |
|  | Tachyglossidae                                 |
|  |                                                |

|  | Obdurodon †     |
|  |                 |
|  | Ornithorhynchus |
|  |                 |

|  | Ornitorincoides emparentados a los equidnas* † |
|  |                                                |
|  | Tachyglossidae                                 |
|  |                                                |

|  | Obdurodon †     |
|  |                 |
|  | Ornithorhynchus |
|  |                 |

|  | Ornitorincoides emparentados a los equidnas* † |
|  |                                                |
|  | Tachyglossidae                                 |
|  |                                                |

|  | Obdurodon †     |
|  |                 |
|  | Ornithorhynchus |
|  |                 |

|  | Ornitorincoides emparentados a los equidnas* † |
|  |                                                |
|  | Tachyglossidae                                 |
|  |                                                |

|  | Obdurodon †     |
|  |                 |
|  | Ornithorhynchus |
|  |                 |

|  | Ornitorincoides emparentados a los equidnas* † |
|  |                                                |
|  | Tachyglossidae                                 |
|  |                                                |

|  | Obdurodon †     |
|  |                 |
|  | Ornithorhynchus |
|  |                 |

|  | Ornitorincoides emparentados a los equidnas* † |
|  |                                                |
|  | Tachyglossidae                                 |
|  |                                                |

|  | Obdurodon †     |
|  |                 |
|  | Ornithorhynchus |
|  |                 |

|  | Ornitorincoides emparentados a los equidnas* † |
|  |                                                |
|  | Tachyglossidae                                 |
|  |                                                |

|  | Obdurodon †     |
|  |                 |
|  | Ornithorhynchus |
|  |                 |

|  | Ornitorincoides emparentados a los equidnas* † |
|  |                                                |
|  | Tachyglossidae                                 |
|  |                                                |

|  | Obdurodon †     |
|  |                 |
|  | Ornithorhynchus |
|  |                 |

|  | Ornitorincoides emparentados a los equidnas* † |
|  |                                                |
|  | Tachyglossidae                                 |
|  |                                                |

|  | Obdurodon †     |
|  |                 |
|  | Ornithorhynchus |
|  |                 |

|  | Ornitorincoides emparentados a los equidnas* † |
|  |                                                |
|  | Tachyglossidae                                 |
|  |                                                |

|  | Obdurodon †     |
|  |                 |
|  | Ornithorhynchus |
|  |                 |

|  | Ornitorincoides emparentados a los equidnas* † |
|  |                                                |
|  | Tachyglossidae                                 |
|  |                                                |

|  | Obdurodon †     |
|  |                 |
|  | Ornithorhynchus |
|  |                 |

|  | Ornitorincoides emparentados a los equidnas* † |
|  |                                                |
|  | Tachyglossidae                                 |
|  |                                                |

|  | Obdurodon †     |
|  |                 |
|  | Ornithorhynchus |
|  |                 |

|  | Ornitorincoides emparentados a los equidnas* † |
|  |                                                |
|  | Tachyglossidae                                 |
|  |                                                |

|  | Obdurodon †     |
|  |                 |
|  | Ornithorhynchus |
|  |                 |

|  | Ornitorincoides emparentados a los equidnas* † |
|  |                                                |
|  | Tachyglossidae                                 |
|  |                                                |

|  | Obdurodon †     |
|  |                 |
|  | Ornithorhynchus |
|  |                 |

|  | Ornitorincoides emparentados a los equidnas* † |
|  |                                                |
|  | Tachyglossidae                                 |
|  |                                                |

|  | Obdurodon †     |
|  |                 |
|  | Ornithorhynchus |
|  |                 |

|  | Ornitorincoides emparentados a los equidnas* † |
|  |                                                |
|  | Tachyglossidae                                 |
|  |                                                |

|  | Obdurodon †     |
|  |                 |
|  | Ornithorhynchus |
|  |                 |

|  | Ornitorincoides emparentados a los equidnas* † |
|  |                                                |
|  | Tachyglossidae                                 |
|  |                                                |

|  | Obdurodon †     |
|  |                 |
|  | Ornithorhynchus |
|  |                 |

|  | Ornitorincoides emparentados a los equidnas* † |
|  |                                                |
|  | Tachyglossidae                                 |
|  |                                                |

|  | Obdurodon †     |
|  |                 |
|  | Ornithorhynchus |
|  |                 |

|  | Ornitorincoides emparentados a los equidnas* † |
|  |                                                |
|  | Tachyglossidae                                 |
|  |                                                |

|  | Obdurodon †     |
|  |                 |
|  | Ornithorhynchus |
|  |                 |

|  | Ornitorincoides emparentados a los equidnas* † |
|  |                                                |
|  | Tachyglossidae                                 |
|  |                                                |

|  | Obdurodon †     |
|  |                 |
|  | Ornithorhynchus |
|  |                 |

|  | Ornitorincoides emparentados a los equidnas* † |
|  |                                                |
|  | Tachyglossidae                                 |
|  |                                                |

|  | Obdurodon †     |
|  |                 |
|  | Ornithorhynchus |
|  |                 |

|  | Ornitorincoides emparentados a los equidnas* † |
|  |                                                |
|  | Tachyglossidae                                 |
|  |                                                |

|  | Obdurodon †     |
|  |                 |
|  | Ornithorhynchus |
|  |                 |

|  | Ornitorincoides emparentados a los equidnas* † |
|  |                                                |
|  | Tachyglossidae                                 |
|  |                                                |

|  | Obdurodon †     |
|  |                 |
|  | Ornithorhynchus |
|  |                 |

|  | Ornitorincoides emparentados a los equidnas* † |
|  |                                                |
|  | Tachyglossidae                                 |
|  |                                                |

|  | Obdurodon †     |
|  |                 |
|  | Ornithorhynchus |
|  |                 |

|  | Ornitorincoides emparentados a los equidnas* † |
|  |                                                |
|  | Tachyglossidae                                 |
|  |                                                |

|  | Obdurodon †     |
|  |                 |
|  | Ornithorhynchus |
|  |                 |

|  | Ornitorincoides emparentados a los equidnas* † |
|  |                                                |
|  | Tachyglossidae                                 |
|  |                                                |

|  | Obdurodon †     |
|  |                 |
|  | Ornithorhynchus |
|  |                 |

|  | Ornitorincoides emparentados a los equidnas* † |
|  |                                                |
|  | Tachyglossidae                                 |
|  |                                                |

|  | Obdurodon †     |
|  |                 |
|  | Ornithorhynchus |
|  |                 |

|  | Ornitorincoides emparentados a los equidnas* † |
|  |                                                |
|  | Tachyglossidae                                 |
|  |                                                |

|  | Obdurodon †     |
|  |                 |
|  | Ornithorhynchus |
|  |                 |

|  | Ornitorincoides emparentados a los equidnas* † |
|  |                                                |
|  | Tachyglossidae                                 |
|  |                                                |

|  | Obdurodon †     |
|  |                 |
|  | Ornithorhynchus |
|  |                 |

|  | Ornitorincoides emparentados a los equidnas* † |
|  |                                                |
|  | Tachyglossidae                                 |
|  |                                                |

|  | Obdurodon †     |
|  |                 |
|  | Ornithorhynchus |
|  |                 |

|  | Ornitorincoides emparentados a los equidnas* † |
|  |                                                |
|  | Tachyglossidae                                 |
|  |                                                |

|  | Obdurodon †     |
|  |                 |
|  | Ornithorhynchus |
|  |                 |

|  | Ornitorincoides emparentados a los equidnas* † |
|  |                                                |
|  | Tachyglossidae                                 |
|  |                                                |

|  | Obdurodon †     |
|  |                 |
|  | Ornithorhynchus |
|  |                 |

|  | Ornitorincoides emparentados a los equidnas* † |
|  |                                                |
|  | Tachyglossidae                                 |
|  |                                                |

|  | Obdurodon †     |
|  |                 |
|  | Ornithorhynchus |
|  |                 |

|  | Ornitorincoides emparentados a los equidnas* † |
|  |                                                |
|  | Tachyglossidae                                 |
|  |                                                |

|  | Obdurodon †     |
|  |                 |
|  | Ornithorhynchus |
|  |                 |

|  | Ornitorincoides emparentados a los equidnas* † |
|  |                                                |
|  | Tachyglossidae                                 |
|  |                                                |

## Datos fósiles
Se desconoce con exactitud cuándo y dónde aparecieron los monotremas en la Tierra, aunque es muy probable que estén vinculados con los extintos mammaliaformes y los Allotheria. La mayor parte de los fósiles han sido encontrados en Australia, si bien recientemente han sido descubiertos en Argentina dientes fósiles de un ornitorrinco perteneciente al género Monotrematum, lo que sugiere que se distribuían por las regiones más meridionales de Gondwana.
El fósil más antiguo del que se dispone de un monotrema data de más de 100 millones de años. Se trata de una porción de la mandíbula de un Steropodon galmani, un antepasado del ornitorrinco que debía de ser del tamaño de un gato.
También del Cretáceo es una segunda mandíbula, en este caso de Kollikodon ritchiei, lo que sugiere que en este periodo existía una diversidad de monotremas.
Al Mioceno pertenecen los fósiles hallados de otros dos antepasados del ornitorrinco, Obdurodon insignis y Obdurodon dicksoni. En los pertenecientes a estas especies se ha comprobado además que a diferencia de la especie actual, los adultos mantienen los molares.
Los expertos no se ponen de acuerdo acerca de si se trataba también de especies acuáticas.
Además, existen fósiles de equidnas gigantes que vivieron tanto en el Mioceno como en el Pleistoceno, se trata de tres especies, dos de ellas pertenecientes al género Megalibgwilia y una tercera, más reciente y la mayor de todas ellas, Zaglossus hacketti.
Se resumen a continuación las especies fósiles conocidas de monotremas:
- Género Kryoryctes
- Género Opalios
- Superfamilia Ornithorhynchoidea
  - Familia Ornithorhynchidae
    - Género Ornithorhynchus. El espécimen más antiguo del género tiene 4'5 millones de años.
    - Género Obdurodon.
      - Obdurodon dicksoni Entre el Bajo y el Medio Mioceno.
      - Obdurodon insignis Oligoceno Superior.
      - Monotrematum sudamericanum. Bajo Paleoceno (61 millones de años)

  - Familia Tachyglossidae
    - Género Zaglossus. Pleistoceno Superior 0'1-1'8 millones de años.
      - Zaglossus hacketti
      - Zaglossus robustus

    - Género Megalibgwilia
      - Megalibgwiilia ramsayi Pleistoceno Final
      - Megalibgwiilia robusta Mioceno